# Sattelkopf (Tegernseer Berge)
Der Sattelkopf ist ein bewaldeter Gipfel der Bayerischen Voralpen auf der Gemeindegrenze von Bad Wiessee und Gaißach.

## Topographie
Der Sattelkopf bildet einen der zahlreichen fast vollständig bewaldeten Gipfel, die dem Fockenstein nördlich vorgelagert sind. Wie die meisten dieser Berge wird auch der Sattelkopf selten besucht.
Der Zustieg kann von der Aueralm über den südlich vorgelagerten Kleinen Sattelkopf und Holzrückewege erfolgen.